# Brachyspiraceae
Brachyspiraceae è una delle tre famiglie appartenenti al phylum Spirochaetes, classe Spirochaetes, ordine Spirochaetales. Comprende l'unico genere Brachyspira.